# Lasiocampinae
Le Lasiocampinae Harris, 1841 sono una sottofamiglia di lepidotteri, appartenente alla famiglia Lasiocampidae, diffusa in tutti i continenti.

## Tassonomia
Comprende i seguenti generi:
- Anadiasa Aurivillius, 1904
- Anastrolos Fletcher, 1982
- Arguda Moore, 1879
- Beralade Walker, 1855
- Caloecia Barnes & McDunnough, 1911
- Chilena Walker, 1855
- Cosmotriche Hübner, 1820
- Cyclophragma Turner, 1911
- Dendrolimus Germar, 1812
- Dicogaster Barnes & McDunnough, 1911
- Edwardsimemna Neumoegen & Dyar, 1894
- Entometa Walker, 1855
- Eremaea Turner, 1915
- Ergolea Dumont, 1922
- Eriogaster Germar, 1810
- Eutachyptera Barnes & McDunnough, 1912
- Euthrix Meigen, 1830
- Gastroplakaeis Möschler, 1887
- Genduara Walker, 1856
- Gloveria Packard, 1872
- Gonometa Walker, 1855
- Lasiocampa Scrank, 1802
- Lebeda Walker, 1855
- Lechriolepis Butler, 1880
- Lenodora Moore, 1883
- Macrothylacia Rambur, 1866
- Malacosoma Hübner, 1820
- Neurochyta Turner, 1918
- Opsirhina Walker, 1855
- Pachypasa Walker, 1855
- Pararguda Bethune-Baker, 1908
- Philotherma Möschler, 1887
- Pinara (zoologia) Walker, 1855
- Poecilocampa Stephens, 1828
- Porela Walker, 1855
- Prorifrons Barnes & McDunnough, 1911
- Psilogaster Reichenbach, 1817
- Quadrina Grote, 1881
- Sena Walker, 1862
- Somadasys Gaede, 1932
- Stoermeriana de Freina & Witt, 1983
- Streblote Hübner, 1820
- Symphyta Turner, 1902
- Syrastrenopsis Grünberg, 1914
- Trichiura Stephens, 1828